# Castillo de San Sebastián (Cádiz)
El castillo de San Sebastián es una fortaleza de la ciudad española de Cádiz, ubicada en uno de los extremos de la playa de La Caleta, sobre un pequeño islote. En su interior se encuentra un Laboratorio de Investigación Marina de la Universidad de Cádiz.

## Historia
Según la tradición clásica, en este islote se encontraba el Templo de Moloch/Kronos.

En 1457, en el islote se levantó una ermita por los tripulantes de un barco veneciano que se recuperaban de la peste.

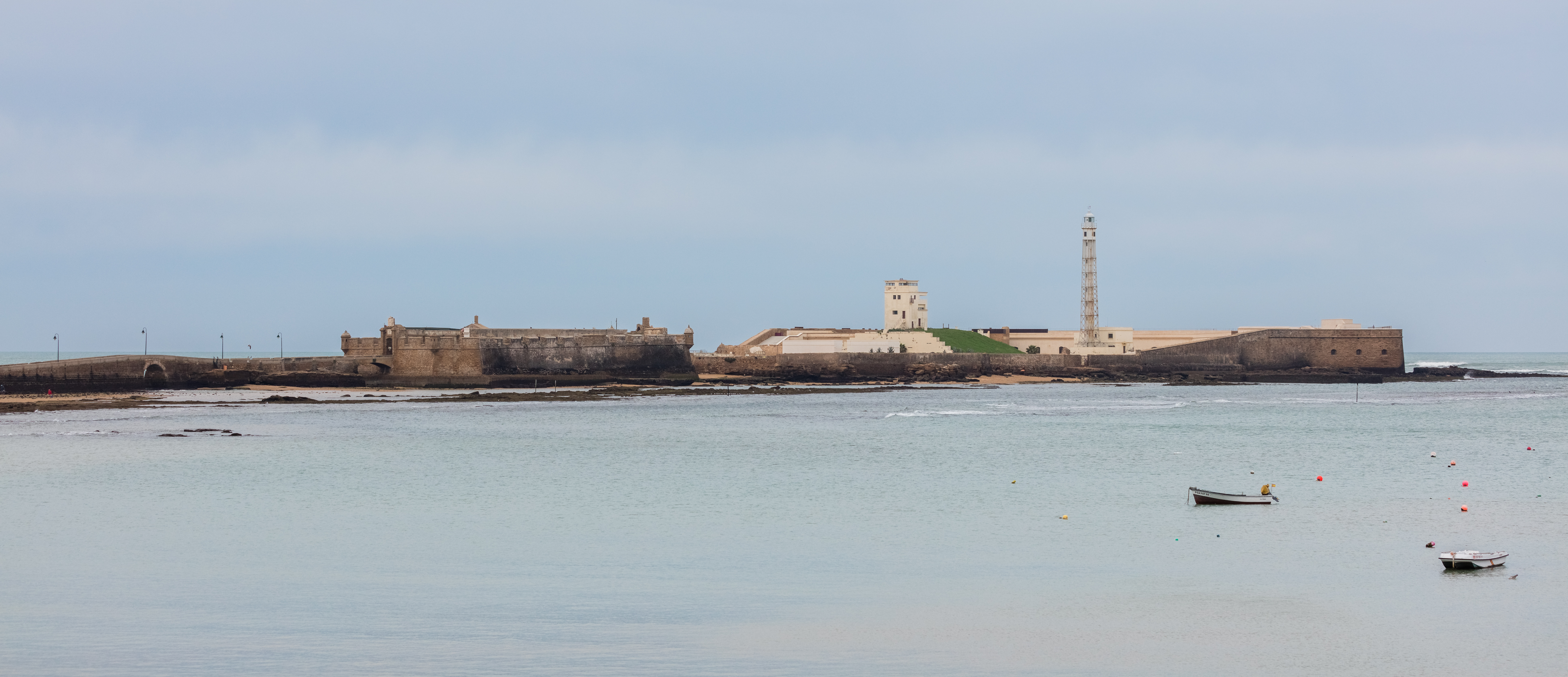
Castillo de San Sebastián desde el paseo de La Caleta.

En 1706 se iniciaron las obras de construcción de un castillo que dio lugar a un recinto fortificado de planta irregular y que defendía el flanco norte de la ciudad. En su interior y sobre la base de una torre-atalaya musulmana se levantó el actual faro, una estructura de hierro diseñada por Rafael de la Cerda en 1908 (único faro de esta estructura en España), el segundo eléctrico de España y 41 metros sobre el nivel del mar. En 2017 fue restaurado.
Es interesante destacar que en 1811 llegó en carácter de prisionero de guerra el marino maltés, al servicio de la Junta insurrecta de Buenos Aires, Juan Bautista Azopardo. Fue alojado en la fortaleza hasta 1815 año en el cual ante la sospecha de una fuga fue trasladado a la prisión militar de Ceuta.
Entre 1815 y 1817 fue prisión de Manuel Antonio de la Cerda, Telesforo y Juan Argüello, condenados a cadena perpetua por la insurrección de 1811 en Granada, Intendencia de León (actual Nicaragua). Luego de ser liberados, conforme el indulto proclamado por el rey Fernando VII por motivo de su casamiento, De la Cerda y Juan, llegaron a ser el primer y segundo Jefe Supremo del Estado de Nicaragua. Telesforo Argüello falleció en el cautiverio. 
En 1860 se construyó un malecón que sirve de nexo entre la isla y el casco urbano de la ciudad.
El 25 de junio de 1985 se declara Bien de Interés Cultural.

## Curiosidades

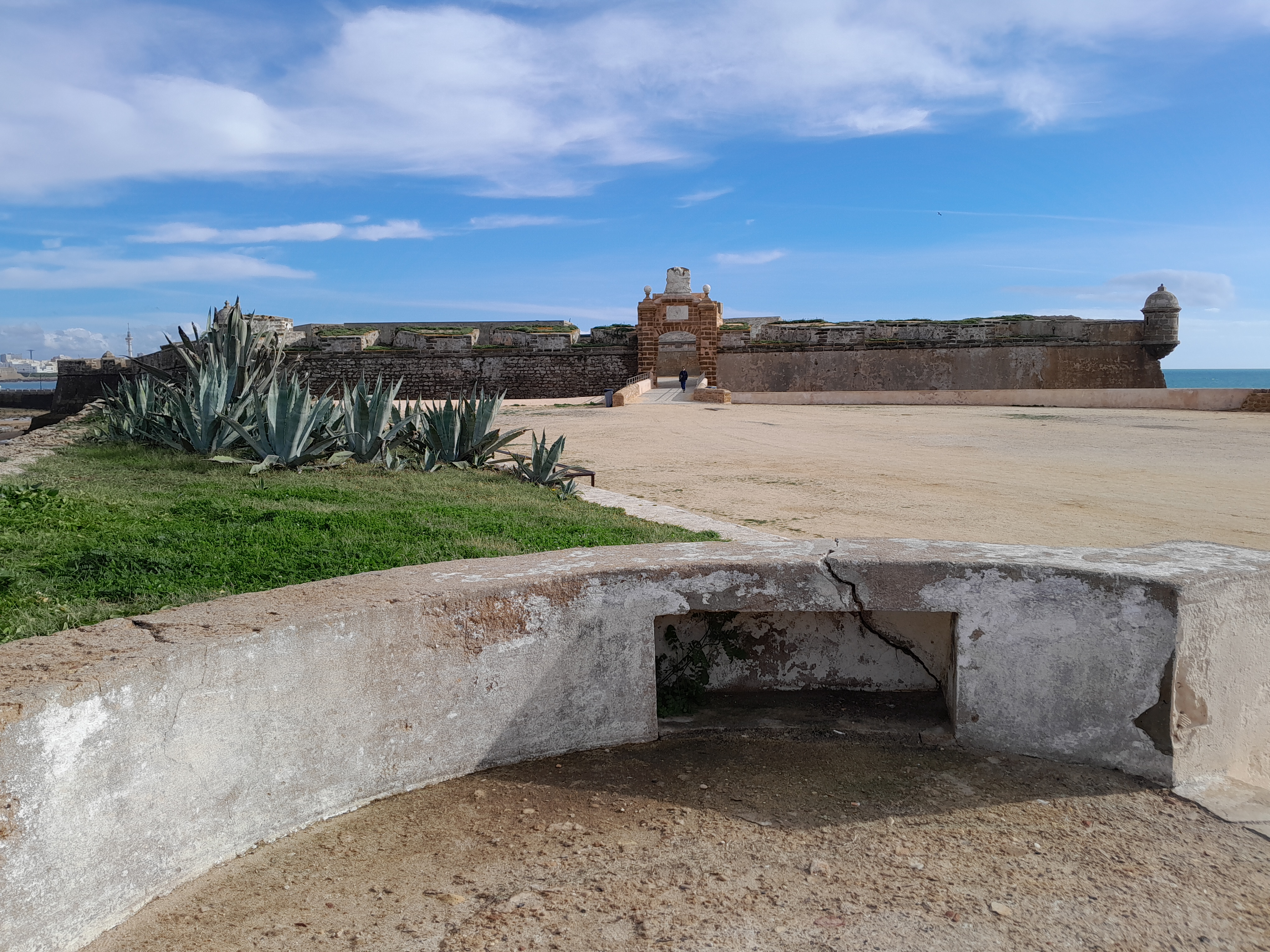
Castillo en 2025

La original silueta de este castillo sobre el mar lo ha convertido en escenario de varias películas rodadas en Cádiz, entre ellas la más cara del cine español, Alatriste, rodada aquí en 2005. Igualmente, Hollywood lo utilizó como escenario para escenas de acción de la película Die Another Day del agente James Bond, protagonizada por Pierce Brosnan y Halle Berry.
El grupo indie pop español Señor Chinarro menciona el castillo de San Sebastián en la canción "Del Montón": Cerca fue del Castillo / el de San Sebastián / de las barcas que amarran / a la orilla del mar...